# Olie Sundström
Olow „Olie“ Sundström (* 24. April 1968 in Ånge) ist ein ehemaliger schwedischer Eishockeytorwart, der unter anderem in verschiedenen nordamerikanischen und schwedischen Ligen aktiv war. In Deutschland spielte er für den Iserlohner EC in der 2. Bundesliga.

## Karriere
Nach Anfängen bei seinem Heimatverein Ånge IK wechselte Olie Sundström im Jahr 1984 in die Nachwuchsabteilung des Elitserien-Klubs Leksands IF. Er gewann in der Saison 1984/85 mit der U18- und in der Spielzeit 1985/86 mit der U20-Mannschaft die schwedische Meisterschaft der jeweiligen Altersklasse. Ab der Saison 1986/87 kam er auch zu Einsätzen für die Profimannschaft. Als Backup konnte er die Zahl seiner Spiele von Jahr zu Jahr steigern, bis er in der Saison 1990/91 erstmals den Stammplatz zwischen den Pfosten einnahm.
Im Sommer 1992 wechselte Sundström nach Nordamerika, wo er in den folgenden Jahren bei verschiedenen Teams in der East Coast Hockey League (ECHL), International Hockey League (IHL), American Hockey League (AHL) und United Hockey League (UHL) spielte. Im Dezember 1993 hatte er, ohne zuvor bei einem NHL Entry Draft ausgewählt worden zu sein, einen Vertrag bei den Pittsburgh Penguins aus der National Hockey League (NHL) unterzeichnet. Zu Beginn der Saison 1994/95 wurde er in den Kader des NHL-Teams aufgenommen und saß in den ersten fünf Begegnungen der wegen eines Lockouts erst im Januar begonnenen Spielzeit als Backup für Ken Wregget auf der Ersatzbank, blieb aber ohne Einsatz. Anschließend wurde er wieder ins IHL-Farmteam Cleveland Lumberjacks geschickt.
Als Torhüter der Erie Panthers erzielte Sundström am 15. Dezember 1995 ein Empty Net Goal gegen die Wheeling Nailers. Damit war er der zweite Torhüter der ECHL-Geschichte, dem selber ein Tor gelang.
Im Jahr 1999 kehrte Sundström nach Europa zurück und schloss sich dem Iserlohner EC in der 2. Bundesliga an. Schon ein Jahr später wechselte er noch einmal für zwei Jahre nach Nordamerika, ehe er seine Karriere ab 2002 in Schweden, hauptsächlich in der zweitklassigen Allsvenskan, ausklingen ließ.
Als Assistenztrainer war Sundström in der Saison 2013/14 bei Väsby IK und in der Spielzeit 2015/16 bei Tierps HK tätig.

## Karrierestatistik
(Legende zur Torhüterstatistik: GP oder Sp = Spiele insgesamt; W oder S = Siege; L oder N = Niederlagen; T oder U oder OT = Unentschieden oder Overtime- bzw. Shootout-Niederlage; Min. = Minuten; SOG oder SaT = Schüsse aufs Tor; GA oder GT = Gegentore; SO = Shutouts; GAA oder GTS = Gegentorschnitt; Sv% oder SVS% = Fangquote; EN = Empty Net Goal; 1 Play-downs/Relegation; Kursiv: Statistik nicht vollständig)